# Hitachiïta
La hitachiïta és un mineral de la classe dels sulfurs que pertany al grup de la tetradimita. Rep el nom de la mina Hitachi, al Japó, la seva localitat tipus.

## Característiques
La hitachiïta és un sulfur de fórmula química Pb₅Bi₂Te₂S₆. Va ser aprovada com a espècie vàlida per l'Associació Mineralògica Internacional l'any 2018, sent publicada per primera vegada el 2019. Cristal·litza en el sistema trigonal. La seva duresa a l'escala de Mohs es troba entre 2,5 i 3.
L'exemplar que va servir per a determinar l'espècie, el que es coneix com a material tipus, es troba conservat a les col·leccions mineralògiques del Museu Nacional de la Natura i la Ciència (Japó), amb el número de registre: nsm-m45821.

## Formació i jaciments
Va ser descoberta al dipòsit de Fudotaki de la mina Hitachi, al districte de Taga (prefectura d'Ibaraki, Japó). dipòsit de Fudotaki, mina Hitachi, districte de Taga, prefectura d'Ibaraki, Japó